# Carretera Urbina-Arlabán
La carretera A-627 pertenece a la Red Básica de carreteras de Álava. Aunque en Álava recorre escasos kilómetros, la carretera sigue en Guipúzcoa con el nombre de  GI-627 . Como alternativa de peaje, está la  AP-1 .

## Trazado
| Velocidad | Esquema | Carretera que enlaza    |
| --------- | ------- | ----------------------- |
|           |         |                         |
|           |         | A-3002                  |
|           |         | A-3002                  |
|           |         | Barrio de Subero        |
|           |         | Barrio de Santiagolarra |
|           |         | Barrio de Gasterua      |
|           |         | A-3006                  |
|           |         | Barrio de la Estación   |
|           |         | Camino Bagüeta          |
|           |         | Peddinghaus             |
|           |         | polígono                |
|           |         | N-240 A-4402            |

- Datos: Q16543780